# Jeremy Wade
Jeremy Wade (sinh 23 tháng 3 năm 1956), là một nhà nghiên cứu sinh vật học, người dẫn chương trình truyền hình của Anh, tác giả của nhiều cuốn sách về câu cá. Ông nổi tiếng trong series truyền hình Rivers Monsters và Jungle Hooks do hãng Icon Films sản xuất. Ông từng có những cuộc phiêu lưu mạo hiểm khi tham gia những chương trình truyền hình thực tế trên kênh National Geographic.